# Trypanaeus foveatus
Trypanaeus foveatus är en skalbaggsart som beskrevs av Heinrich Bickhardt 1916. Trypanaeus foveatus ingår i släktet Trypanaeus och familjen stumpbaggar. Inga underarter finns listade i Catalogue of Life.